# Más allá del tema
 Más allá del tema  es una película de Argentina filmada en colores dirigida por Oscar Cabeillou que se produjo en 1989 y que no fue estrenada comercialmente.

## Sinopsis
“El moralista” es la inscripción de la tarjeta que deja un demente sobre el cadáver de las prostitutas que asesina.

## Comentarios
Clarín dijo:

«Un trabajo artesanal que demandó la invención de una batería de instrumentos y la intervención del mejor camarógrafo…porque es la cámara la que interpreta todos los papeles. »

Manrupe y Portela escriben:

«Insólito film mudo que además utiliza itulares  de diarios para contar la historia.»